# George Crone
George Crone (1894–1966), aussi crédité sous le nom George J. Crone, est un monteur et réalisateur américain dont la carrière s'étend de la période du cinéma muet jusqu'au cinéma sonore. 

## Biographie
Il commence sa carrière en tant que monteur du film Let's Be Fashionable en 1920. Entre ce film et sa dernière réalisation Arruza (sorti en 1972), il a monté plus de 40 films, et dirigé plus d'une douzaine. Arruza est sorti 6 ans après sa mort. Crone a travaillé avec le réalisateur Budd Boetticher sur un documentaire à propos de son ami Carlos Arruza, le fameux toréro. Boetticher a utilisé dix caméras pour filmer 2 combats d'Arruza en janvier et février 1966, et Crone a été chargé de monter les différents plans. Crone meurt en octobre 1966, peu après avoir terminé son montage, en juin 1966. Plus tôt dans sa carrière, il avait été le monteur de Citizen Kane, avant d'être remplacé par Robert Wise. 

## Filmographie
Liste établie d'après les informations de l'AFI.

### Réalisateur
- 1924 : Never Say Die
- 1925 : Introduce Me
- 1928 : The Floating College
- 1929 : Après la tourmente (Blaze o' Glory) (co-réalisateur avec Renaud Hoffman)
- 1930 : Así es la vida
- 1930 : Reno
- 1930 : What a Man
- 1932 : Hollywood, ciudad de ensueño
- 1932 : Get That Girl
- 1932 : Speed Madness
- 1933 : On Your Guard

### Monteur
- 1920 : Let's Be Fashionable
- 1921 : The Girl in the Taxi
- 1924 : The Yankee Consul
- 1933 : Flaming Gold
- 1934 : Sing and Like It
- 1934 : Strictly Dynamite
- 1934 : We're Rich Again
- 1934 : Gridiron Flash
- 1934 : La Femme la plus riche du monde (The Richest Girl in the World)
- 1935 : Old Man Rhythm
- 1935 : Hooray for Love
- 1935 : Grand Old Girl
- 1935 : A Dog of Flanders
- 1935 : To Beat the Band
- 1936 : Le Mystère de Mason Park (Two in the Dark)
- 1936 : Make Way for a Lady
- 1936 : Second Wife
- 1937 : Fight for Your Lady
- 1937 : New Faces of 1937
- 1937 : Quick Money
- 1938 : The Law West of Tombstone
- 1938 : Room Service
- 1939 : Le Premier Rebelle (Allegheny Uprising)
- 1939 : Beauty for the Asking
- 1940 : Le Robinson suisse (Swiss Family Robinson)
- 1940 : Wildcat Bus
- 1941 : The Gay Falcon
- 1941 : Son patron et son matelot (A Girl, a Guy and a Gob )
- 1942 : Forçats contre espions (Seven Miles from Alcatraz)
- 1943 : The Falcon in Danger
- 1943 : The Falcon Strikes Back
- 1943 : Et la vie recommence (Forever and a Day)
- 1943 : Gangway for Tomorrow
- 1943 : Forçats contre espions (Seven Miles from Alcatraz)
- 1950 : Rosauro Castro
- 1951 : My Outlaw Brother
- 1952 : One Big Affair
- 1955 : A Life in the Balance
- 1963 : Of Love and Desire (assistant)
- 1972 : Arruza

### Autres
- 1920 : Old Dad : assistant réalisateur
- 1920 : Twin Beds  : assistant réalisateur
- 1921 : My Lady Friends : assistant réalisateur[4]
- 1927 : Quelle averse ! (Let It Rain) : co-scénariste